# Euthenics
Euthenics (im Deutschen auch selten Euthenik genannt) bezeichnet die Lehre von der Weiterentwicklung der Menschheit durch Verbesserungen der Umwelt. Im Rahmen der Euthenics-Forschung beachtete Umweltbedingungen sind vor allem Bildung, Ernährung, Wohnbedingungen und Seuchenprävention. Das Wort kam im 19. Jahrhundert auf und leitet sich ab vom altgriechischen euthenein „florieren“. Eine der ersten Wissenschaftlerinnen, die das Wort benutzten, war 1905 die amerikanische Ökologin Ellen Richards in ihrem Werk Cost of Shelter.

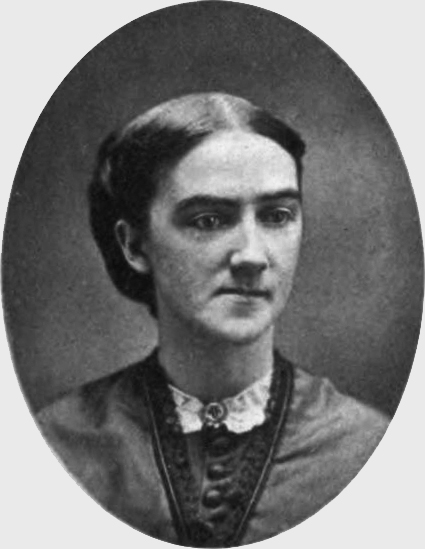
Ellen Swallow Richards, eine der Hauptfürsprecherinen der Euthenik

## Begriffsherkunft
Die Bezeichnung „Euthenics“ wurde im 19. Jahrhundert vom griechischen Verb eutheneo, εὐθηνέω (eu, die Wurzel τίθημι tithemi, verursachen) und („prosperieren“ – Demosthenes. „Vigilant sein“ – Herodotus) abgeleitet.
Auch das griechische Wort Euthenia, Εὐθηνία. („guter Zustand des Körpers / Überfluss“) kommt als Wurzel in Frage.

## Beispiele
Als Beispiele für Euthenics gelten der Flynn-Effekt (Zunahme der gemessenen Intelligenz) und die stetige Zunahme der Körpergröße in den Industrieländern seit Anfang des 20. Jahrhunderts.

## Zitate
- „Not through chance, but through increase of scientific knowledge; not through compulsion, but through democratic idealism consciously working through common interests, will be brought about the creation of right conditions, the control of the environment.“
- „Nicht durch Zufall, sondern durch Vermehrung der wissenschaftlichen Erkenntnisse; nicht durch Zwang, sondern durch demokratischen Idealismus der an gemeinsamen Interessen arbeitet, werden die richtigen Bedingungen entstehen, und die Umwelt unter Kontrolle gebracht werden.“

(Ellen H. Swallow Richards)
- „It is within the power of every living man to rid himself of every parasitic disease.“
- „Es steht in der Macht eines jeden lebenden Menschen, sich selbst von jedem parasitären Leiden zu befreien.“

(Louis Pasteur)